# Lichtervelde

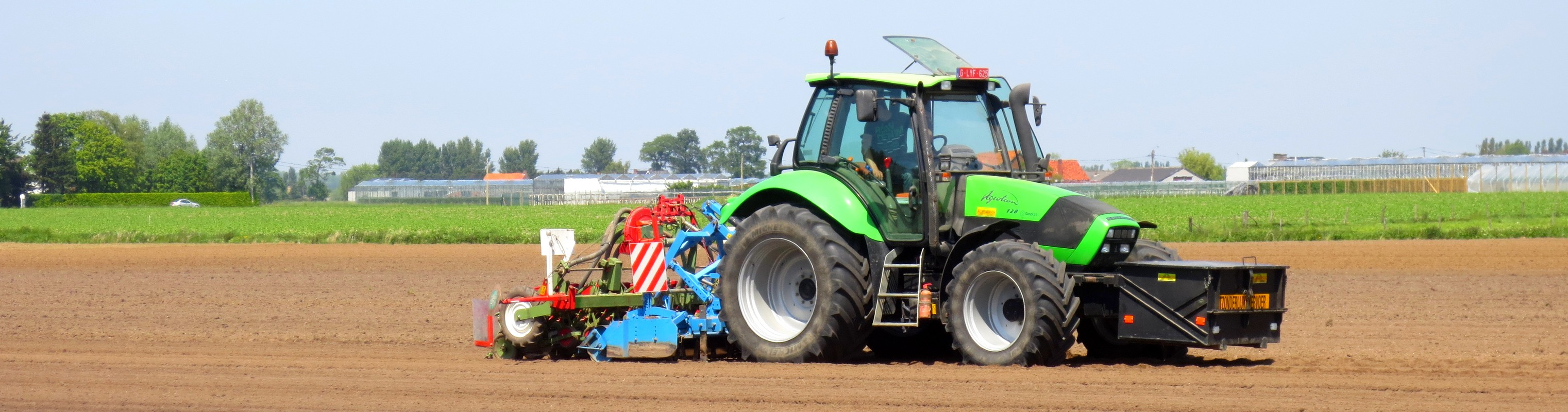
Lichtervelde

Lichtervelde is een plaats en gemeente in de Belgische provincie West-Vlaanderen. Het is een woon- en pendelgemeente met landbouw en wat nijverheid en telt iets meer dan 9000 inwoners. Lichtervelde ligt in het Houtland, in het centrum van de provincie tussen Torhout en Roeselare. West-Vlaams is er de spreektaal.

## Natuur en landschap
Lichtervelde ligt op de grens van Zandig- (in het noorden) en Zandlemig Vlaanderen (in het zuiden). De waterrijke gemeente ligt in een van de beekvalleitjes opgevuld met alluviale bodems. Onder meer de Drielinden-, de Muizeveld- en de Zwanebeek wateren af naar de IJzer. Het licht golvend reliëf varieert van 49 meter in het zuiden, zijnde het Heihoekplateau, tot 17 meter in het noorden. Dit plateau vormt de waterscheiding tussen het noordelijke IJzerbekken en het zuidelijke Mandel-Leie-Scheldebekken. In het noorden ligt het "Veld" als uitloper van het Bulskampveld, zoals de Ferrariskaart van 1770-1778 toont. In dit heidegebied legden de heren van Lichtervelde plassen en visvijvers aan met namen zoals "Ronde Vijver", "Damplas", "Lange Vijver", "Hogelane." Straatnamen verwijzen er nog naar. De hoofdactiviteit in dit onvruchtbare gebied was turfsteken. De wijk "De Turfhauwe" herinnert hieraan. De kaart van Vandermaelen uit 1851 toont dat het gebied drooggelegd en bebost werd. In het interbellum werd het ontbost.
Tot de natuurgebieden in de gemeente behoren de Huwynsbossen, een domeinbos van 33 ha. Een ander gebied is Papesputten.

## Nabijgelegen kernen

Lichtervelde, kernen en buurgemeenten. De gele gebieden zijn bebouwde kernen.

De gemeente Lichtervelde grenst aan de volgende dorpen en gemeenten:
- a. Torhout, met in het zuiden het gehucht Sint-Henricus (stad Torhout)
- b. Ruddervoorde, het gehucht Baliebrugge (gemeente Oostkamp)
- c. Zwevezele (gemeente Wingene)
- d. Koolskamp (gemeente Ardooie)
- e. Beveren (stad Roeselare)
- f. Gits (gemeente Hooglede)

## Geschiedenis

### Archeologie
De etymologie van Lichtervelde is onzeker. De naam duikt voor het eerst op in 1127 in het moordverslag op Karel de Goede door Galbert van Brugge, na de bevolkingsexplosie van de 11de eeuw. Archeologische vondsten en luchtfoto's uit 1980 wijzen op bewoning en grafheuvels in de bronstijd (1800-1700 voor Christus) en in het noordelijke heidegebied (Het Vrijgeweed) waar in de Romeinse tijd activiteit was, gezien de muntschat die er in de negentiende eeuw gevonden werd.

### Middeleeuwen

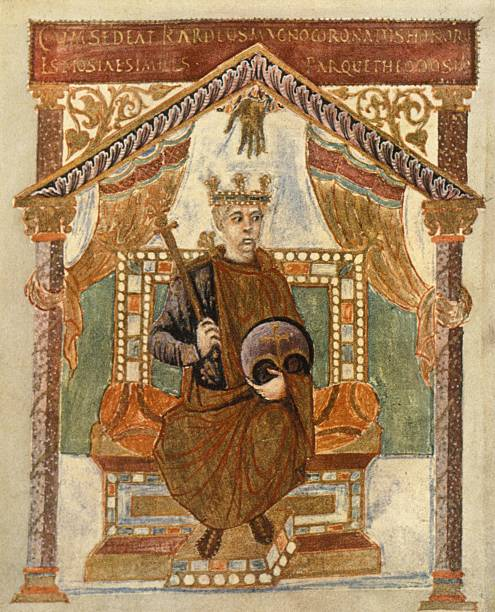
Karel de Kale

Volgens kronieken liet Karel de Kale rond 846 een burcht bouwen bij de (tol)brug die de oversteek van de Zwanebeek mogelijk maakte. Nu is dit in de Neerstraat, de benaming "De Burg" verwijst hier naar.
Van de heren van Lichtervelde is Sigher het oudst bekende lid. Hij sneuvelde met zijn zoon Walter in 1205 na de Vierde Kruistocht. In die eeuw jaagde de demografische expansie voedsel- en grondprijzen de hoogte in. Hongersnood en armoede en de expansiedrang van de Duitse graven en hertogen, verklaren de Vlaamse en Lichterveldse landverhuizing naar Duitsland. Het gebied tussen Wittenberg, Belzig en Jüterborg wordt 'Der Flaming' genoemd. De landverhuizers prefereerden streken die hen qua bodem en uitzicht bekend voorkwamen. Bossen, moerassen en zandruggen van het braakland rond Berlijn leken op het Houtland en in 1375 dook de naam Lichterfelde bij Berlijn voor het eerst in een oorkonde op. In de negentiende eeuw werd Lichterfelde een residentiële voorstad van Berlijn.
In het middeleeuwse Lichtervelde bestuurden de heren van Lichtervelde de baanderheerlijkheid onder gezag van de burggraaf van het Brugse Vrije vanuit hun omwald kasteel uit de 12de eeuw, in de hoek van de Zwevezele- en Kasteelstraat. Aan het hoofd van de heerlijkheid stond de heer die een baljuw, burgemeester en zes schepenen aanstelde. Hij oefende via de vierschaar (schepenbank) zijn rechtspraak uit. Hij beschikte over een galg op de gemeentegrens, tegenwoordig de Galgenstraat. De beroemdste heer, Jacob van Lichtervelde (?-1431), nam als raadsheer van Filips de Stoute, Jan Zonder Vrees en Filips de Goede twee decennia een prominente politieke plaats bij de Bourgondiërs in. Begin jaren negentig van de veertiende eeuw werd hij hoofdbaljuw en kastelein in Kortrijk. In 1392 werd hij raadsheer en kamerheer van de hertog en een jaar later was hij schepen van het Brugse Vrije. In 1395 was hij opperwachtmeester van Vlaanderen en kastelein in Antwerpen. In 1396 was hij opperbaljuw van Vlaanderen. Hij reisde in 1404 naar Engeland, als gezant bij het hof. Tot 1409 was hij landvoogd van Brabant. Het jaar daarop trok hij zich terug op zijn landgoed in Koolskamp en ging zijn aandacht enkel naar het Brugse Vrije. In 1411 werd hij in de adelstand verheven. In 1431 werd hij in zijn parochiekerk in Koolskamp begraven, waar zijn marmeren graftombe te zien is. Zijn grafkelder draagt het opschrift: Die van Lichtervelde, Heeren van Coolscamp en op de tombe staat Ridder die staerf in't jaer 1431, den letsten dagh van Maerte.

### Nieuwe tijd
In de late vijftiende eeuw stuitte het centralistische beleid van de Habsburgse vorst het particularisme van de heren en diverse andere steden en gemeenten tegen de borst. Het conflict kende zijn hoogtepunt tussen 1483 en 1485, toen de troepen van Maximiliaan van Oostenrijk het kasteel bestormden. In 1491 verwoestte graaf Inghelbert van Nassau het.

#### De Spaanse 16e en 17e eeuw

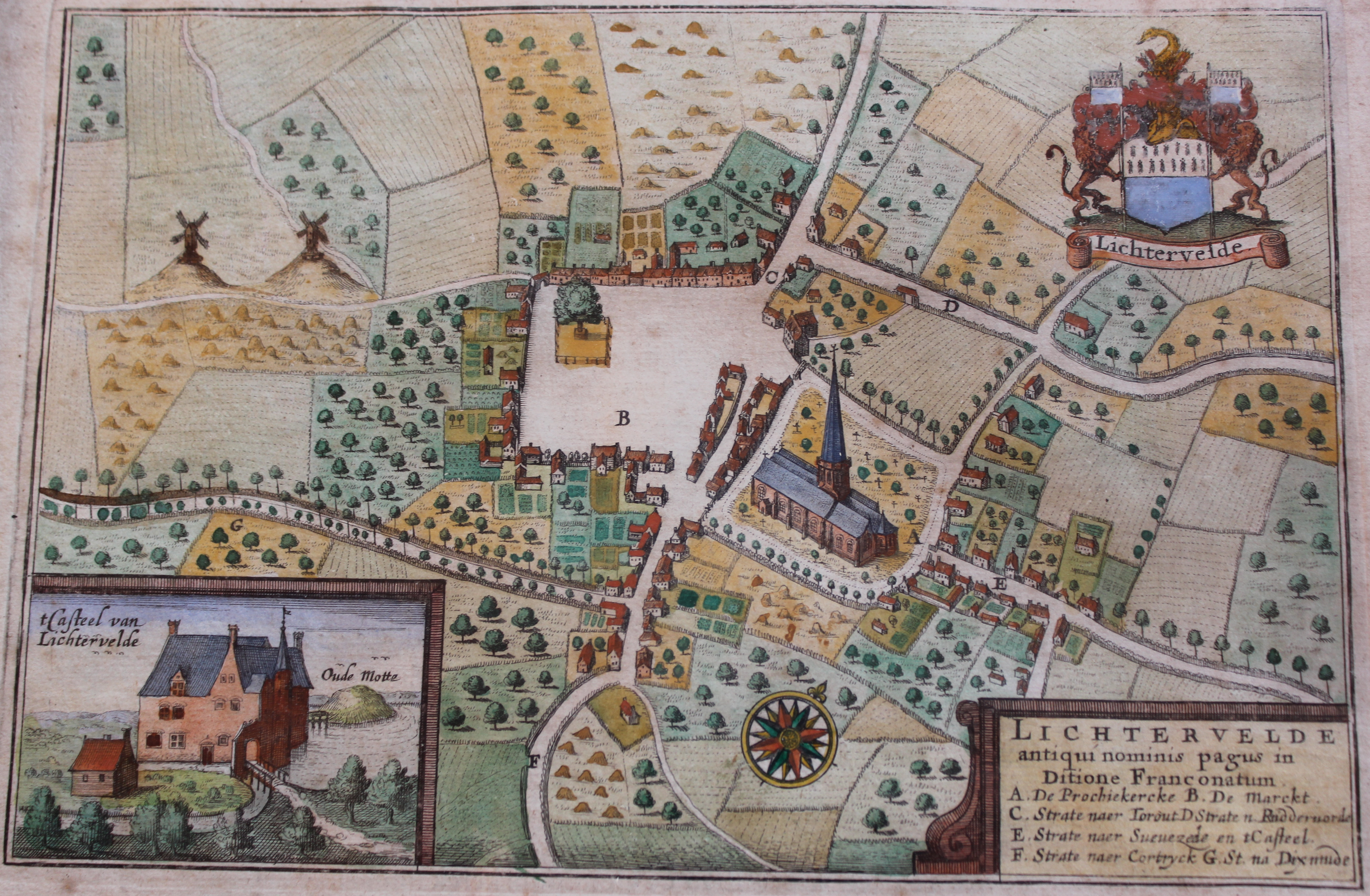
Lichtervelde en het kasteel in de middeleeuwen

In 1584 gebeurde dit opnieuw door 24 malcontenten met de tweede beeldenstorm, die ook de kerk aanpakten. Omdat de heren vanaf 1600 in Brugge en Gent verbleven, restaureerden zij hun kasteel niet. Sanderus beeldde het echter wel af in zijn "Flandria Illustrata" van 1641 waarbij hij noteerde: "Het oud en vermaard dorp Lichtervelde, pronkte voormaels met een uitmuntend paleis en kasteel der Heren 't welke de woede des oorlogs, gelijk vele andere in Vlaanderen omvergeworpen heeft." In die tijd kreeg Lichtervelde te maken met de contrareformatie, in 1695 passeerden de plunderende troepen van Lodewijk XIV.

#### De Oostenrijkse 18e eeuw
In de Oostenrijkse Nederlanden zagen de Theresiaanse wegen, gekend als steenwegen, het levenslicht. De volkstelling van februari 1748 schetst Lichtervelde in de 18e eeuw. De 2.361 inwoners leven er in 362 huisgezinnen, met een gemiddelde van 6,5 leden per woning. De helft van de inwoners is tussen 0 en 19 jaar, een groep die de komende kwarteeuw voor een babyboom zorgt. In 1777 bestaat de bevolking uit 3.790 inwoners, waarvan de helft werkzaam is in de landbouw. Hun inkomen vullen ze aan met weven en spinnen. De landbouwuitbatingen zijn doorgaans kleiner dan 5 hectare. 11% van de beroepsbevolking is volledig aangewezen op de linnennijverheid en 8% van de totale bevolking is behoeftig.

### De industriële 19e eeuw
Tijdens de Franse Revolutie werden diverse kerkelijke eigendommen onteigend. Lichtervelde kreeg het zwaar te verduren in de ellendige jaren tussen 1840 en 1850. De combinatie van de vlascrisis en de mislukking van de aardappeloogst zorgde voor hongersnood en hongerdood, met een hoogtepunt in 1847-1848. De extra inkomsten van de aanleg van de spoorlijn Kortrijk-Brugge, de drogenbroodroute, konden dit nauwelijks verhelpen.

### 20e eeuw

#### Eerste Wereldoorlog
Bezetting
Tijdens de Eerste Wereldoorlog lag Lichtervelde op amper 20 kilometer van het front en was voor het Duitse militaire apparaat strategisch. Het was een geschikte plek om uit te rusten, gewonden te verzorgen, te trainen en te ontspannen.
Bevrijding
Bij de bevrijding van Lichtervelde op 16 oktober 1918 sneuvelden 14 Belgische soldaten bij gevechten op Het Veld, hoofdzakelijk rond de Turfhouwe en De Breden Steger. Fransen bevrijdden de zuidelijke kant van het dorp tot grosso modo de Statiestraat. Alles ten noorden ervan werd door Belgen bevrijd. Eenheden van het 2de en 3de Linie kwamen van Sint Henricus in een noordelijke boog rond Lichtervelde en bereikten tegen 8 uur 30 de Kasteelstraat. De Duitsers trokken zich vechtend terug en wilden stand houden voor de Muizenbeek. Aan de Breden Steger probeerden de Belgen de mitrailleursnesten uit te schakelen. Obusscherven doodden hulponderluitenant André Ortmans en zijn sergeant-majoor Maurice Roffiaen toen zij hun mitrailleurs in stelling brachten. Ze werden ter plekke begraven. Aan de Beerschaeghe werd adjudant Isidore Dupont door Duitse obussen getroffen; hij werd tijdelijk begraven op de hofstede van Edmond Fiems in de Veldekensstraat. Aan de Turfhouwe sneuvelden Jerome Hostyn, Maurice Deloof en Gustave Decroix. Hostyn en Deloof werden begraven op de hoeve van Camiel Fonteyne in de Kasteelstraat. In het “Extrait Des Ordres Journaliers de L’armée” van 17 februari 1919 wordt vermeld dat soldaat "Benoit De Vlieger” van de 2de linie 10e compagnie zwaar gekwetst werd te ‘Turfhouwe” op 16 oktober 1918 door Duitse obusscherven. Hij overleefde maar bleef de rest van zijn leven gehandicapt. Tegen de middag van 16 oktober verschenen het 1ste en het 2de Bataljon Wielrijders-Karabiniers aan de Breden Steger. Zij schakelden de mitrailleurpost uit. Deze operatie kostte drie soldaten het leven waaronder korporaal Jules Carpentier. Deze werd begraven op de hoeve van Pierre Vanwalleghem aan de Oude Bruggeweg. Bij de gevechten aan de Damplasstraat sneuvelden drie Wielrijders-Karabiniers, waaronder Maurice Vanderhoeven en Alphonse Vanderstappen.
Nasleep
De Duitse troepen lieten Lichtervelde in puin achter. De bevolking liep terug van 6.811 inwoners in 1913 tot 6.487 in 1918. Op het Duitse Kerkhof in de Torhoutstraat lagen meer dan 600 Duitse gesneuvelden. Die werden in 1932 ontgraven en overgebracht naar de Duitse begraafplaats in Hooglede.

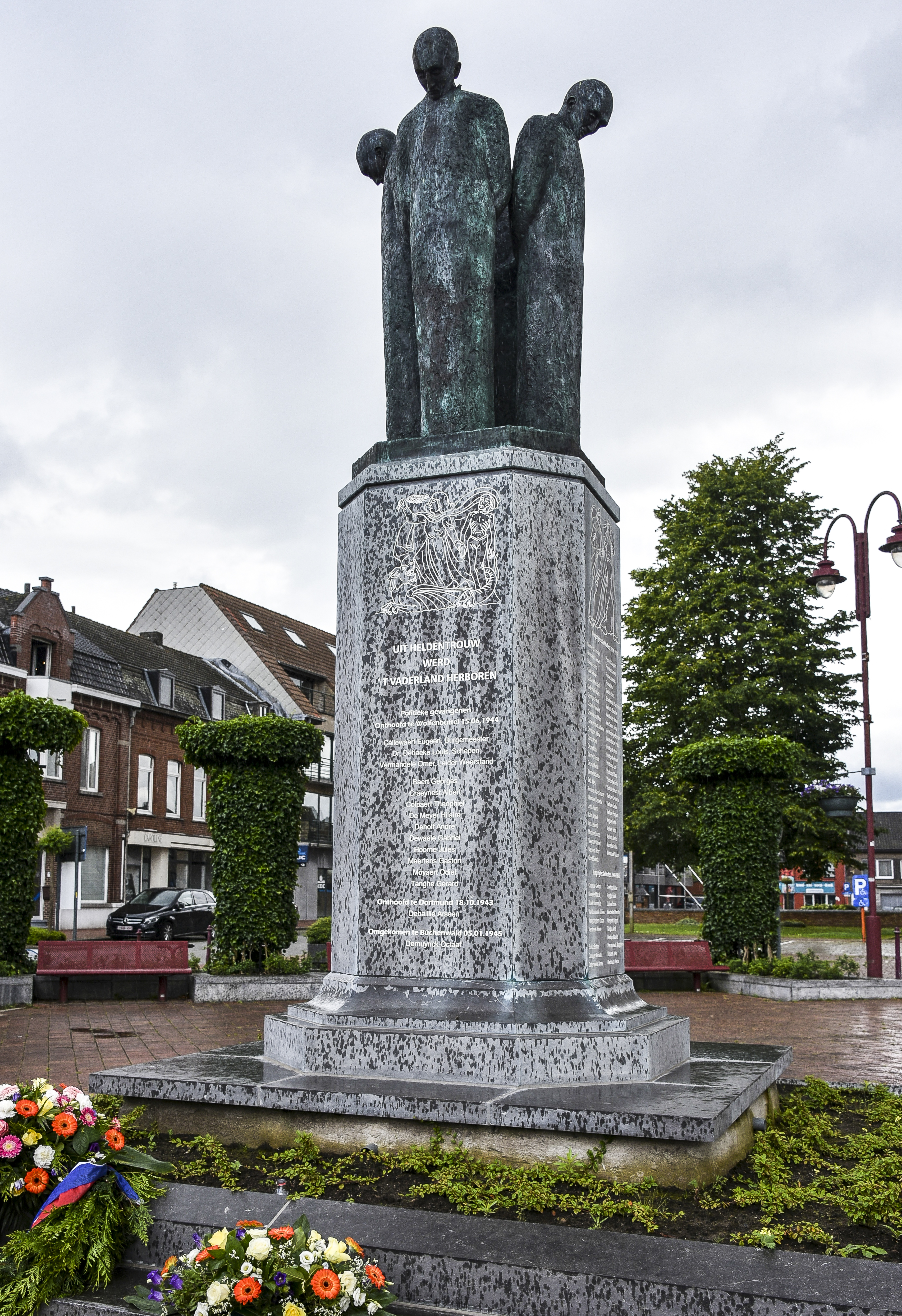
Vredesmonument

#### Van WOII tot jaren 70
Na een herstelperiode tijdens het interbellum sloeg de Tweede Wereldoorlog bijzonder diepe wonden: 13 Lichterveldenaren, onder wie de burgemeester Eugène Callewaert, werden onthoofd in Wolfenbüttel. Dit feit en de doorgevoerde repressie na de oorlog, markeerden op grimmige wijze de naoorlogse politiek tot eind jaren zeventig, mede een reden waarom geen enkele randgemeente stond te springen om te fusioneren. Lichtervelde bleef bij de gemeentelijke fusies van 1 januari 1977 zelfstandig, wat slechts voor een beperkt aantal gemeenten het geval was.

#### Jaren 80 tot heden
Burgemeester Gabriël Kindt slaagde er in de jaren tachtig in om de zogenaamde "vuile naoorlogse politiek" een halt toe te roepen. Op initiatief van burgemeester Ria Beeusaert-Pattyn jumeleerde Lichtervelde met de Communauté de Communes de la Région d'Audruicq (CCRA), een Noord-Franse regio van 15 gemeenten. Eind 2004 werden de eerste contacten gelegd via de jaarlijkse Cichoreifeesten in Vieille-Église, Nouvelle-Église, Saint-Omer-Capelle en Saint-Folquin. De gewezen seizoenarbeiders Albert Supeene en Noël Vervaele zijn samen met Ria Beeusaert-Pattyn lid van het genootschap de "Confrérie de la Cossette de Chicorée". Op zondag 7 september 2008 vond de officiële jumelage plaats met een ondertekening van een charter.
Tot op heden blijven het verenigingsleven, de Margarethafoor, de septemberkermis en bijhorende jaarmarkt, de 'koers', de tweejaarlijkse folklorefeesten het sociale dorpsleven typeren.
Lichtervelde bleef bij de gemeentelijke fusies van 1977 een zelfstandige gemeente, en kreeg geen deelgemeentes aangehecht. In de gemeente liggen naast het centrum geen woonkernen of gehuchten.

## Bezienswaardigheden

### Kerk

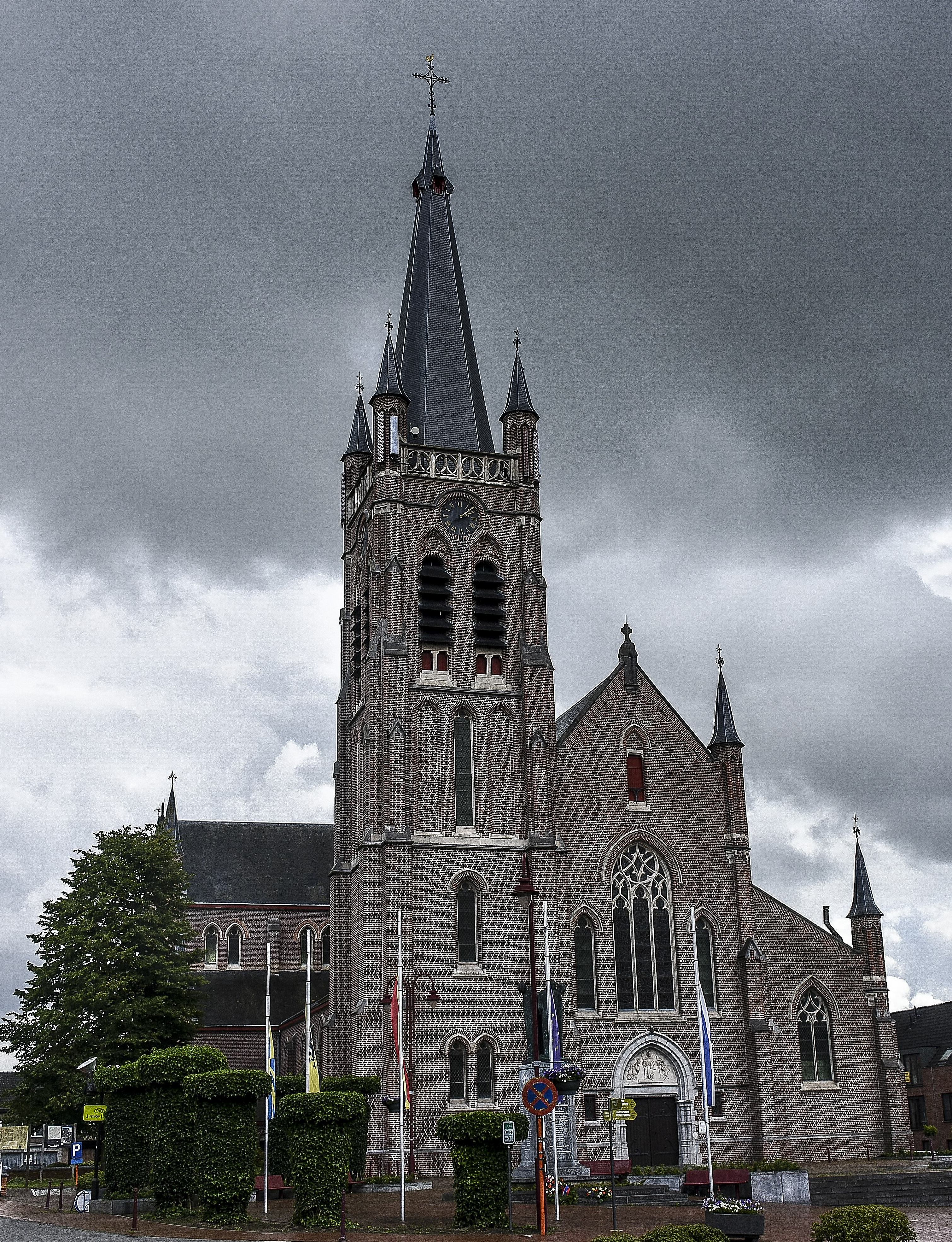
Sint-Jacobus de Meerderekerk

De neogotische Sint-Jacobus de Meerderekerk ligt in het midden van een ommuurd plantsoen. De patroonheilige is de apostel Jacobus de Meerdere, maar ook de Heilige Margaretha wordt er in het bijzonder vereerd. Zij komt in de kerk zelfs meer in beeld. Bovendien is buiten de kerk een ommegang met drie staties die verwijzen naar de Margarethacultus. De kerk dateert uit 1878-1880. De kerktoren werd na de dynamitering tijdens de Eerste Wereldoorlog heropgebouwd. Het spitsboogportaal is van de hand van Karel Lateur (een broer van Stijn Streuvels) en toont Christus als leraar tussen de twee patroonheiligen. Het hoofd- en de zijaltaren uit het midden van de jaren twintig zijn in art-decostijl. De communiebank is ontworpen door de Brugse kunstenaars Pieter Van Walleghem (geboren in Lichtervelde) en A. Pullinckx in 1722. De monumentale neobarokke preekstoel uit 1863 is gemaakt door beeldhouwer J.B. Van Biesbroeck uit Gent en de Tieltse marmerbewerker Sarot. De romaanse doopvont uit de 11de of 12de eeuw is vervaardigd uit massieve Doornikse blauwsteen. Met de doopvonten van Dendermonde, Zedelgem en Zillebeke behoort ze tot de vier oudste in België. Het doopvont is als monument erkend. Binnen de kerk zijn er verschillende muurschilderingen met onder meer de beschrijving van het leven van de Heilige Margaretha en een hele resem portretten van de apostelen en vroeg-christelijke martelaren. In de zijbeuken zijn grote brandramen over de twee patroonheiligen. Achteraan boven het doksaal is er een brandraam over het Laatste Oordeel. In het koor zijn er kleinere brandramen afwezigen met verschillende taferelen uit de Bijbel. Naast het koor is er een weekdagkapel met een aparte ingang.

### Het gemeentelijk kerkhof

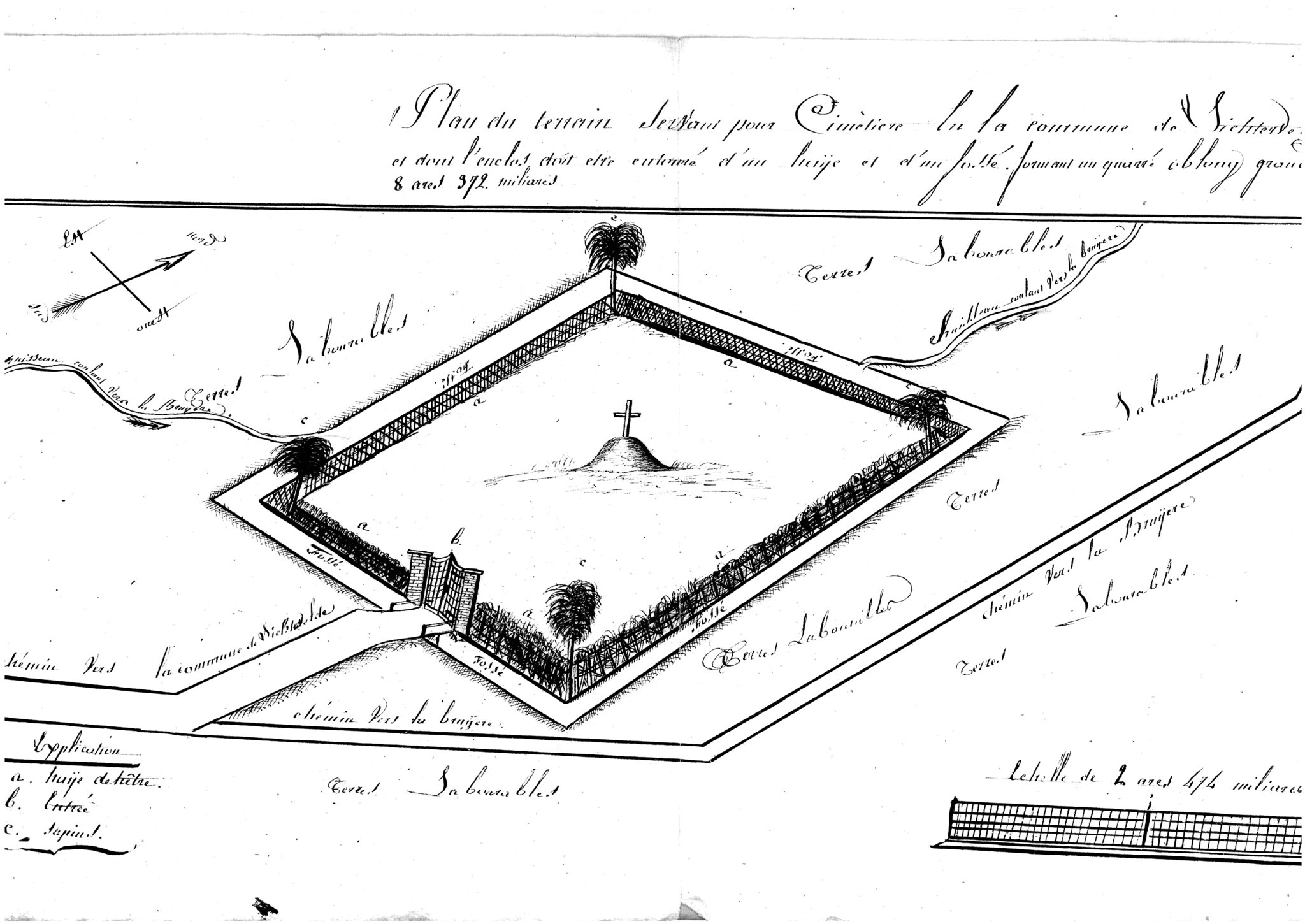
Plan voor het gemeentelijk Kerkhof uit 1805.

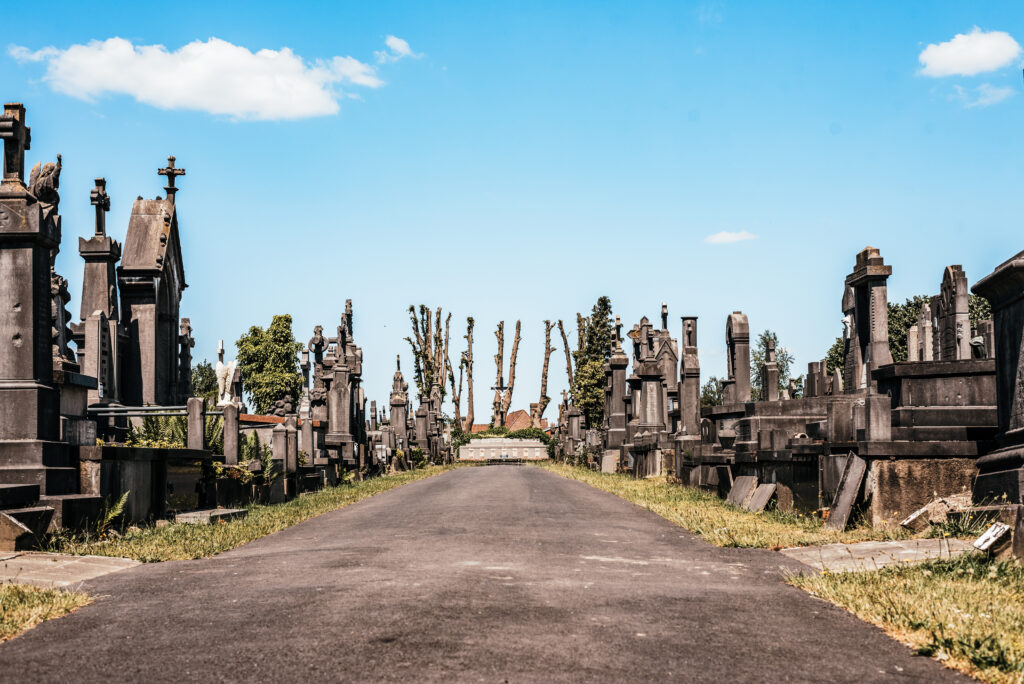
Centrale gangpad begraafplaats Lichtervelde.

Het kerkhof werd op 19 maart 1823 gewijd en in gebruik genomen. Voordien begroef Lichtervelde in de kerk (tot 1783, na verbod door keizer Jozef II), rond de kerk (tot 1805, na verbod door Napoleon) en tussen 1805 en 1823 in het begin van de Oude Bruggeweg. Door de drassigheid van het terrein kwamen regelmatig kisten terug boven. De gemeente vond de huidige locatie op "Den Haverstoppel" of "Het Paepestick", grond die tot aan de Franse Revolutie bij de pastorij hoorde. Vooral in de middengang staat interessant funerair erfgoed, waaronder het graf van Michiel Surmont, Eugène Callewaert, familie Debaillie-Dejaeghere. Buiten de middengang heeft onder andere het graf van dokter Conrardus Roelens kunsthistorische waarde.

### Site Vancoillie - Heemkundige kring
De site Vancoillie in de Statiestraat is sinds 1997 een beschermd monument omwille van de unieke combinatie van olieslagerij, maalderij en houtzagerij. De heemkundige kring heeft er zijn vergader-, ontmoetings- en archiefruimte. In het archief steken bidprentjes en rouwbrieven, een fototheek, een archief van notariële affiches, een verzameling uittreksels uit plaatselijke weekbladen en een bibliotheek. In het museum is een verzameling oude gebruiksvoorwerpen en kunst te vinden. De kring is actief sinds 1985 en verzamelt de kennis over het landschap, bodem, flora, fauna, bevolking, genealogie, taal, folklore, klederdracht, bouwkunst en de cultuur.

### Cinema De Keizer
Cinema De Keizer bestaat sinds 1924 en is de enige Belgische filmzaal die overblijft uit de pionierstijd van de film. Agnes De Baillie baatte de familiebioscoop uit. Ze nam de cinema begin jaren zeventig van haar vader over. Ze overleed op 16 mei 2012. Cinema De Keizer was een aantal maanden gesloten na de dood van uitbaatster Agnes Debaillie. Sinds december 2012 zijn er opnieuw films te zien.

### Accordeonfabriek Callewaert
De accordeonbouwers Felix en Eugène Callewaert voerden tot de Tweede Wereldoorlog vanuit hun fabriek op de hoek van de Statiestraat en de Beverenstraat hun Lichterveldse "trekzak" uit tot in Canada en de Verenigde Staten. Het huis werd gebouwd na de Eerste Wereldoorlog en heeft architectonische waarde. In het gemeentehuis, in het Nationaal Visserijmuseum in Oostduinkerke en in het muziekinstrumentenmuseum in Brussel zijn "Callewaerts" te zien.

### Monumenten en gedenkplaten

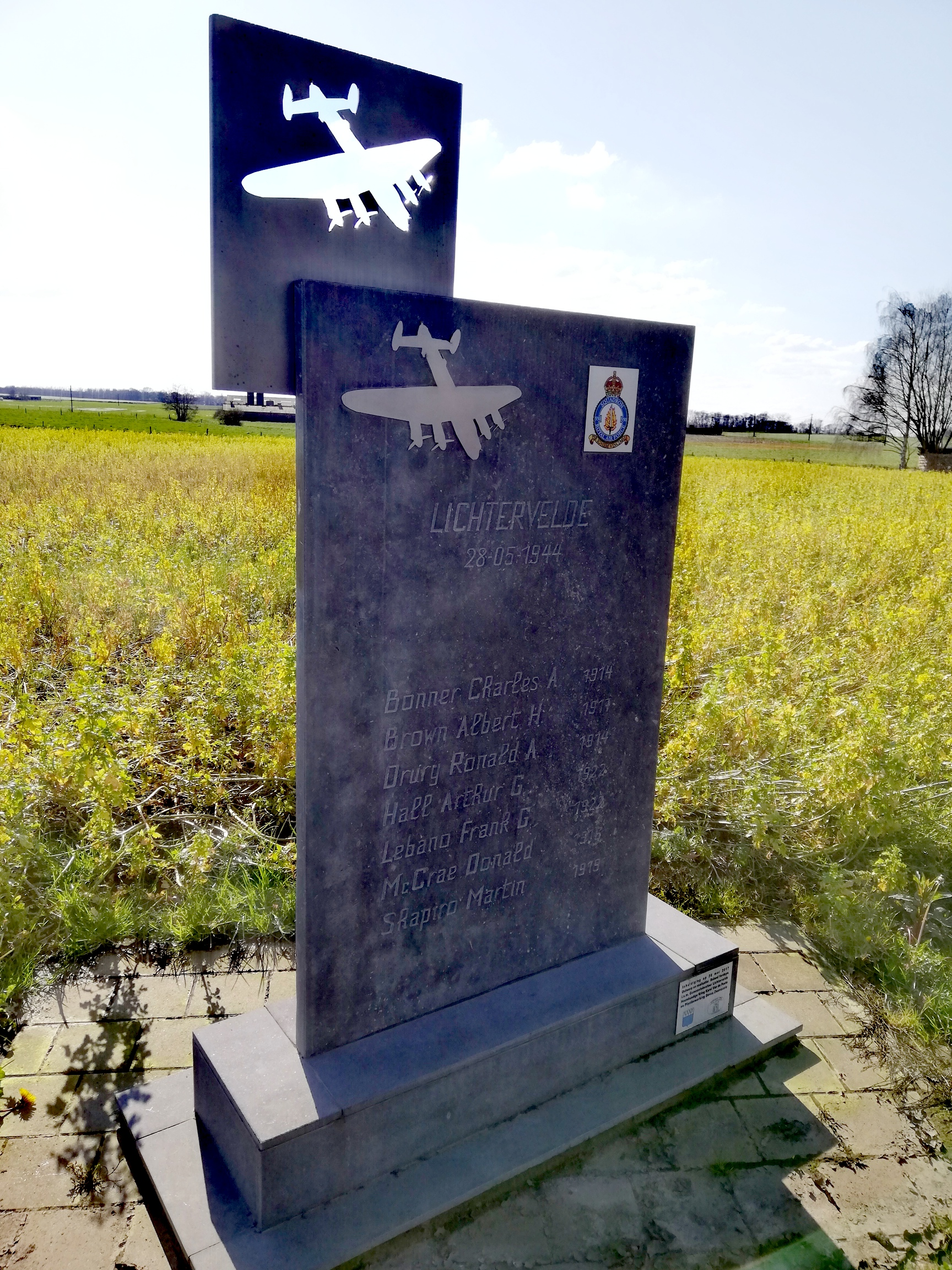
Memoriaal voor bemanning neergestort vliegtuig, 1944

Op de markt staat een herdenkingsmonument voor de oorlogsslachtoffers uit beide wereldoorlogen. Het Vredesmonument uit 2014 vervangt een ouder monument uit 1949 dat onherstelbaar beschadigd was. Stukken van dit monument staan in de Sint-Jacobuskerk, net als een gedenkplaat dat herinnert aan de slachtoffers van de Eerste Wereldoorlog. In 2017 werd in de Koolskampstraat bij de carpoolparking een gedenksteen opgericht ter nagedachtenis van de bemanning van een neergeschoten Lancastervliegtuig dat hier in de buurt neerstortte op 28 mei 1944.
Voor de bibliotheekingang is een bronzen accordeonist met op de sokkel een gedicht van Patrick Cornillie te zien. Het beeld van Ron Deblaere verwijst naar de voormalige accordeonfabriek Callewaert. Op het Gildhofplein staat een bronzen buste van Jules Missinne. Aan de voorgevel van cinema De Keizer hangt een gedenkplaat die verwijst naar de aldaar geboren kunstenaar Albert Termote. Een gelijkaardige gedenkplaat prijkte sinds 1946 aan een huis in de Statiestraat en verwijst naar Karel Van de Poele die hier geboren werd. In 2018 werd dit gebouw gesloopt voor de bouw van een supermarkt, maar de gedenkplaat werd nadien op een speciaal gebouwde muur aangebracht. Eveneens in de Statiestraat is er een gedenkplaat voor wielrenner Henri Vanlerberghe, winnaar van de Ronde van Vlaanderen 1919 aangebracht aan de woning waar hij woonde.
Sinds 1999 prijkt op de terreinen van aluminiumfabriek Remi Claeys een sculptuur van Tony Cragg met de naam 'Statue'. Het stelt twee dynamische figuren voor die opgebouwd zijn uit kleinere metalen figuren om de kracht van het bedrijf te illustreren. Op de Marktplaats staat voor het gemeentehuis het beeldhouwwerk 'De Band', een constructie uit steen waarop een dame in brons en een mannelijk silhouet in aluminium zitten. Eveneens in het begin van de 21ste eeuw werd er op de Marktplaats bij de fontein voor de kerk een vredesduif onthuld, een beeld ter herinnering aan het 75-jarig bestaan van de oud-strijdersvereniging N.S.B..

## Verkeer en vervoer

### Wegverkeer
Lichtervelde ontstond waar in oost-westrichting de weg van Diksmuide (N35) zich opsplitst in de wegen naar Zwevezele en Koolskamp. De twee belangrijkste verkeersaders door de gemeente in noord-zuidrichting ontstonden later. De oude Rijselse Heirweg van Oudenburg naar Rijsel, nu een stuk Bollestraat, was de belangrijkste weg voor het intergemeentelijk verkeer tot het midden van de achttiende eeuw. De weg was 's zomers zanderig en in de winter een modderpoel. Dat veranderde in 1751, wanneer de verharde steenweg Brugge-Torhout-Roeselare-Menen-Rijsel Lichtervelde in het westen doorkruiste. Tegenwoordig is dit de N32. In 1773 was er de aanleg van de steenweg Gent-Oostende via Lichtervelde. Door het oosten van de gemeente loopt de autosnelweg A17/E403, die een afrit (9) heeft in Lichtervelde. De snelweg werd er tussen 1973 en 1983 aangelegd. De N35 verbindt de noord-zuidwegen ter hoogte van Lichtervelde. Tot in de jaren 90 liep die weg door de dorpskern. Een ringlaan werd aangelegd in het zuiden van het centrum en ontlast die verkeersdruk in het centrum sinds 1996.
De autostrade A17 ontsluit richting Kortrijk en Frankrijk, Brugge en Nederland.

### Spoorverkeer

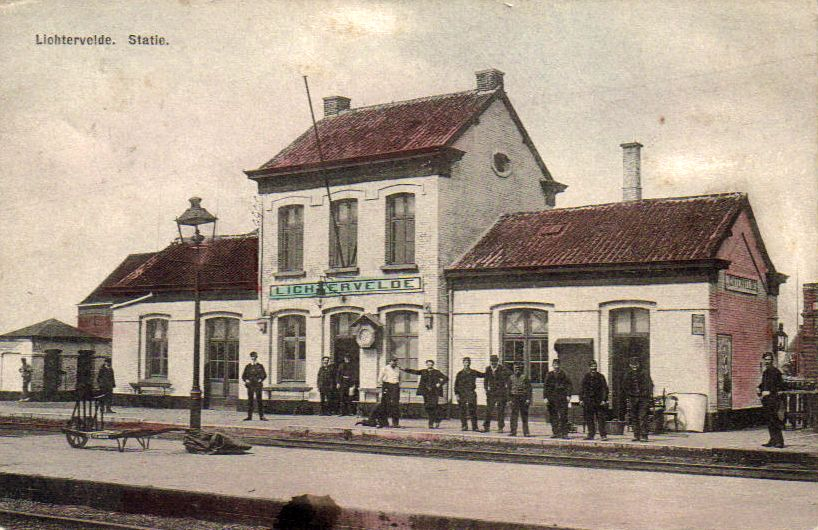
Station Lichtervelde begin 20e eeuw

Twee spoorlijnen die elkaar kruisen, verbinden Lichtervelde rechtstreeks met Torhout, Brugge, Roeselare en Kortrijk enerzijds en met Gent, Brussel, Zaventem, Diksmuide en De Panne anderzijds. Het spoorwegverkeer vindt zijn oorsprong in de jaren 40 van de negentiende eeuw, onder impuls van burgemeester Michiel Surmont. De eerste trein reed Lichtervelde binnen op 28 februari 1847, toen het baanvak Torhout-Lichtervelde opengesteld werd. Het evenement bracht 30.000 mensen op de been. Het station Lichtervelde heeft een strategische ligging als centraal knooppunt in de provincie. In Lichtervelde kruist de in 1847 aangelegde spoorlijn 66 (Brugge - Kortrijk) de spoorlijn 73 (De Panne - Brussels Airport - Landen), aangelegd in 1858, 1870 en 1880. Het stationsgebouw is een zogenaamd type 1895, waarbij het cijfer naar het bouwjaar van het station verwijst. In 2014 telde het station zo'n 3300 reizigers per dag. In 2019 is dit nog altijd het geval.
Het station stimuleerde de ontwikkeling van de lokale nijverheid. Brouwerij Labens exporteerde bier naar Brussel, de duivenringenfabriek van Cyriel Debaillie en de accordeonfabriek van de Callewaerts kregen hun producten zo in het buitenland. Vanaf 1905 ontstond aan het station een bloeiende paardenmarkt op elke eerste maandag van juni. Tegenwoordig verwijzen de tegelillustraties in de spoorwegtunnel naar dit gebeuren. Tijdens de Eerste Wereldoorlog werd het station diverse keren gebombardeerd.
Eind 2010 werd gestart met de ondertunneling van de spoorwegovergang.

### Fietsen en wandelen

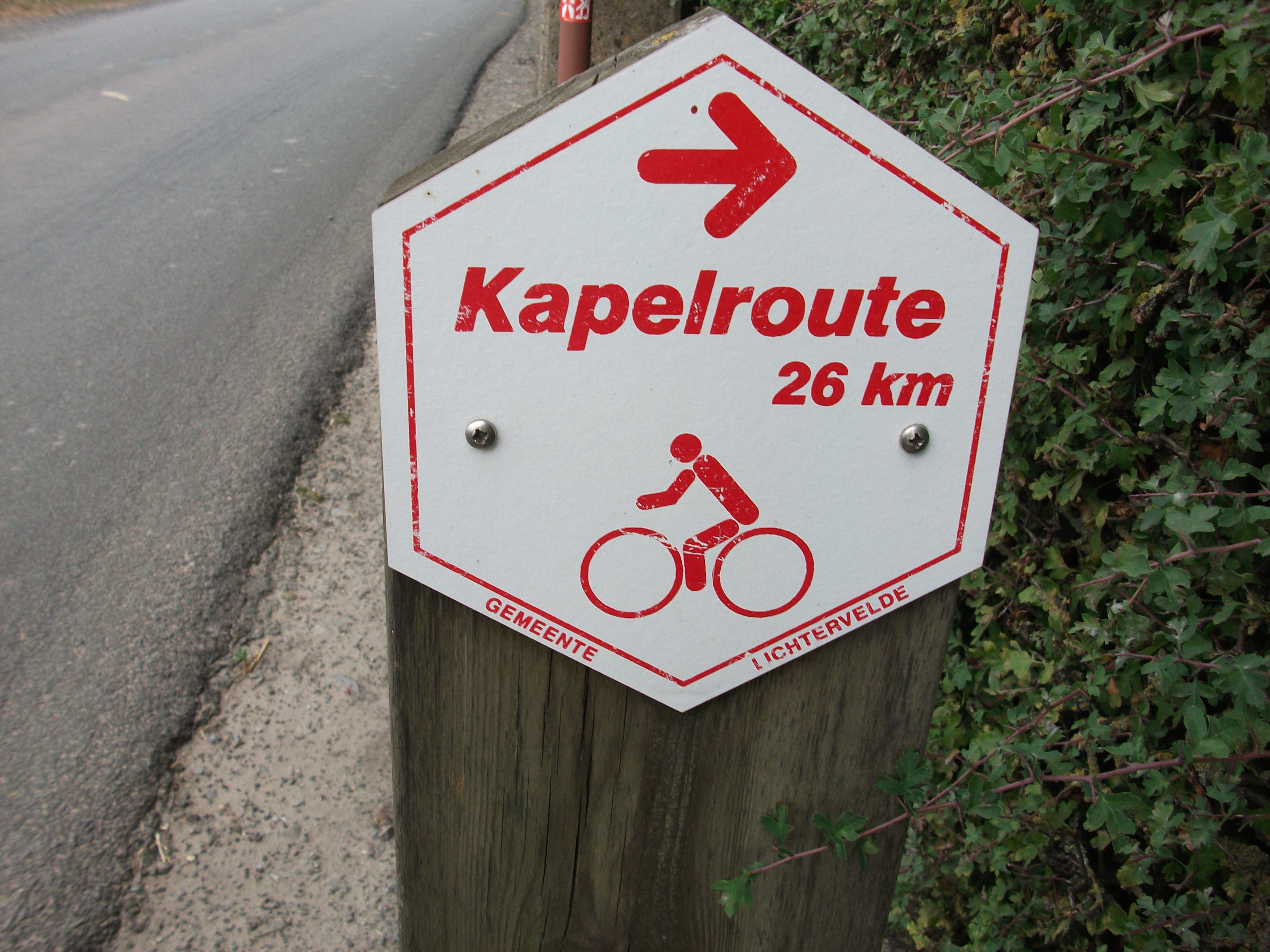
Kapelroute

De Kapelroute is een gemeentelijke fietsroute langs landelijke kapelletjes. De Heuvelkamroute is een landelijke lus van 65 kilometer door geografisch verwante dorpen Lichtervelde, Hooglede en Staden, die op dezelfde heuvelkam liggen. De Wastineroute, ontworpen door Lichterveldenaar Luc Bossu, is een provinciale route die 7 kilometer door Lichtervelde loopt via de Ridderstraat aan de Huwynsbossen tot in de Kleine Zwevezelestraat bij de Breden Steger. De WK 2007 mountainbikeroute is een provinciale mountainbikeroute van 29 kilometer aangelegd na het WK veldrijden 2007 in Hooglede-Gits die de Huwynsbossen doorkruist.
Het Heihoekwandelpad verkent de glooiende grens met Gits met oog voor akkers en weiden, veldwegen, kruidenrijke bermen, vergezichten, oude hoeven, kapelletjes, kruislieveheren en een historische houtwal. Ooit lag dit gebied aan de rand van het Bulskampveld. Het toponiem Heihoek verwijst naar arme heidegronden van weleer.

## Demografische ontwikkeling
- Bronnen:NIS, Opm:1831 tot en met 1981=volkstellingen; 1990 en later= inwonertal op 1 januari

| Inwoners van jaar tot jaar op 1 januari 1992 tot heden | Inwoners van jaar tot jaar op 1 januari 1992 tot heden | Inwoners van jaar tot jaar op 1 januari 1992 tot heden |
| jaar                                                   | Aantal                                                 | Evolutie: 1992=index 100                               |
| ------------------------------------------------------ | ------------------------------------------------------ | ------------------------------------------------------ |
| 1992                                                   | 8.013                                                  | 100,0                                                  |
| 1993                                                   | 8.078                                                  | 100,8                                                  |
| 1994                                                   | 8.197                                                  | 102,3                                                  |
| 1995                                                   | 8.193                                                  | 102,2                                                  |
| 1996                                                   | 8.156                                                  | 101,8                                                  |
| 1997                                                   | 8.256                                                  | 103,0                                                  |
| 1998                                                   | 8.331                                                  | 104,0                                                  |
| 1999                                                   | 8.297                                                  | 103,5                                                  |
| 2000                                                   | 8.270                                                  | 103,2                                                  |
| 2001                                                   | 8.312                                                  | 103,7                                                  |
| 2002                                                   | 8.250                                                  | 103,0                                                  |
| 2003                                                   | 8.224                                                  | 102,6                                                  |
| 2004                                                   | 8.306                                                  | 103,7                                                  |
| 2005                                                   | 8.354                                                  | 104,3                                                  |
| 2006                                                   | 8.400                                                  | 104,8                                                  |
| 2007                                                   | 8.438                                                  | 105,3                                                  |
| 2008                                                   | 8.489                                                  | 105,9                                                  |
| 2009                                                   | 8.483                                                  | 105,9                                                  |
| 2010                                                   | 8.501                                                  | 106,1                                                  |
| 2011                                                   | 8.490                                                  | 106,0                                                  |
| 2012                                                   | 8.512                                                  | 106,2                                                  |
| 2013                                                   | 8.536                                                  | 106,5                                                  |
| 2014                                                   | 8.625                                                  | 107,6                                                  |
| 2015                                                   | 8.612                                                  | 107,5                                                  |
| 2016                                                   | 8.688                                                  | 108,4                                                  |
| 2017                                                   | 8.760                                                  | 109,3                                                  |
| 2018                                                   | 8.793                                                  | 109,7                                                  |
| 2019                                                   | 8.926                                                  | 111,4                                                  |
| 2020                                                   | 8.943                                                  | 111,6                                                  |
| 2021                                                   | 8.962                                                  | 111,8                                                  |
| 2022                                                   | 9.018                                                  | 112,5                                                  |
| 2023                                                   | 9.166                                                  | 114,4                                                  |
| 2024                                                   | 9.319                                                  | 116,3                                                  |
| 2025                                                   | 9.437                                                  | 117,8                                                  |

## Politiek

### Structuur
| Lichtervelde     | Lichtervelde     | Supranationaal         | Nationaal                         | Nationaal                         | Gemeenschap               | Gewest                    | Provincie                 | Arrondissement  | Provinciedistrict | Kanton          | Gemeente        |
| ---------------- | ---------------- | ---------------------- | --------------------------------- | --------------------------------- | ------------------------- | ------------------------- | ------------------------- | --------------- | ----------------- | --------------- | --------------- |
| Administratief   | Niveau           | Europese Unie          | België                            | België                            | Vlaanderen                | Vlaanderen                | West-Vlaanderen           | Roeselare       | Roeselare         | Roeselare       | Lichtervelde    |
| Administratief   | Bestuur          | Europese Commissie     | Belgische regering                | Belgische regering                | Vlaamse regering          | Vlaamse regering          | Deputatie                 | Deputatie       | Deputatie         | Deputatie       | Gemeentebestuur |
| Administratief   | Raad             | Europees Parlement     | Kamer van volksvertegenwoordigers | Kamer van volksvertegenwoordigers | Vlaams Parlement          | Vlaams Parlement          | Provincieraad             | Provincieraad   | Provincieraad     | Provincieraad   | Gemeenteraad    |
| Kiesomschrijving | Kiesomschrijving | Nederlands Kiescollege | Kieskring West-Vlaanderen         | Kieskring West-Vlaanderen         | Kieskring West-Vlaanderen | Kieskring West-Vlaanderen | Kieskring West-Vlaanderen | Roeselare-Tielt | Roeselare         | Lichtervelde    | Lichtervelde    |
| Verkiezing       | Verkiezing       | Europese               | Federale                          | Federale                          | Vlaamse                   | Vlaamse                   | Provincieraads-           | Provincieraads- | Provincieraads-   | Provincieraads- | Gemeenteraads-  |

### Geschiedenis
Van oudsher kent Lichtervelde twee partijen die afwisselend in de meerderheid zijn. Enerzijds is er De Zwaan, anderzijds De Burgersgilde, of de Katholieke Burgersgilde of De Keizer genoemd.

### Burgemeesters sinds 1830

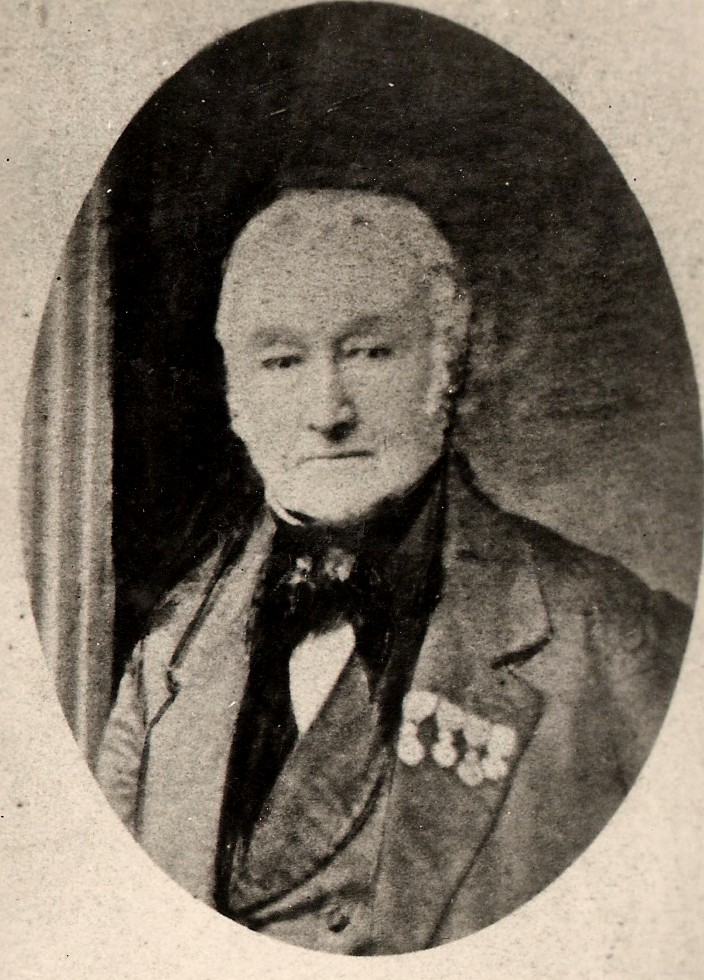
Michiel Surmont was burgemeester en provincieraadslid. Hij zorgde ervoor dat de spoorlijn Brugge-Kortrijk door Lichtervelde liep.

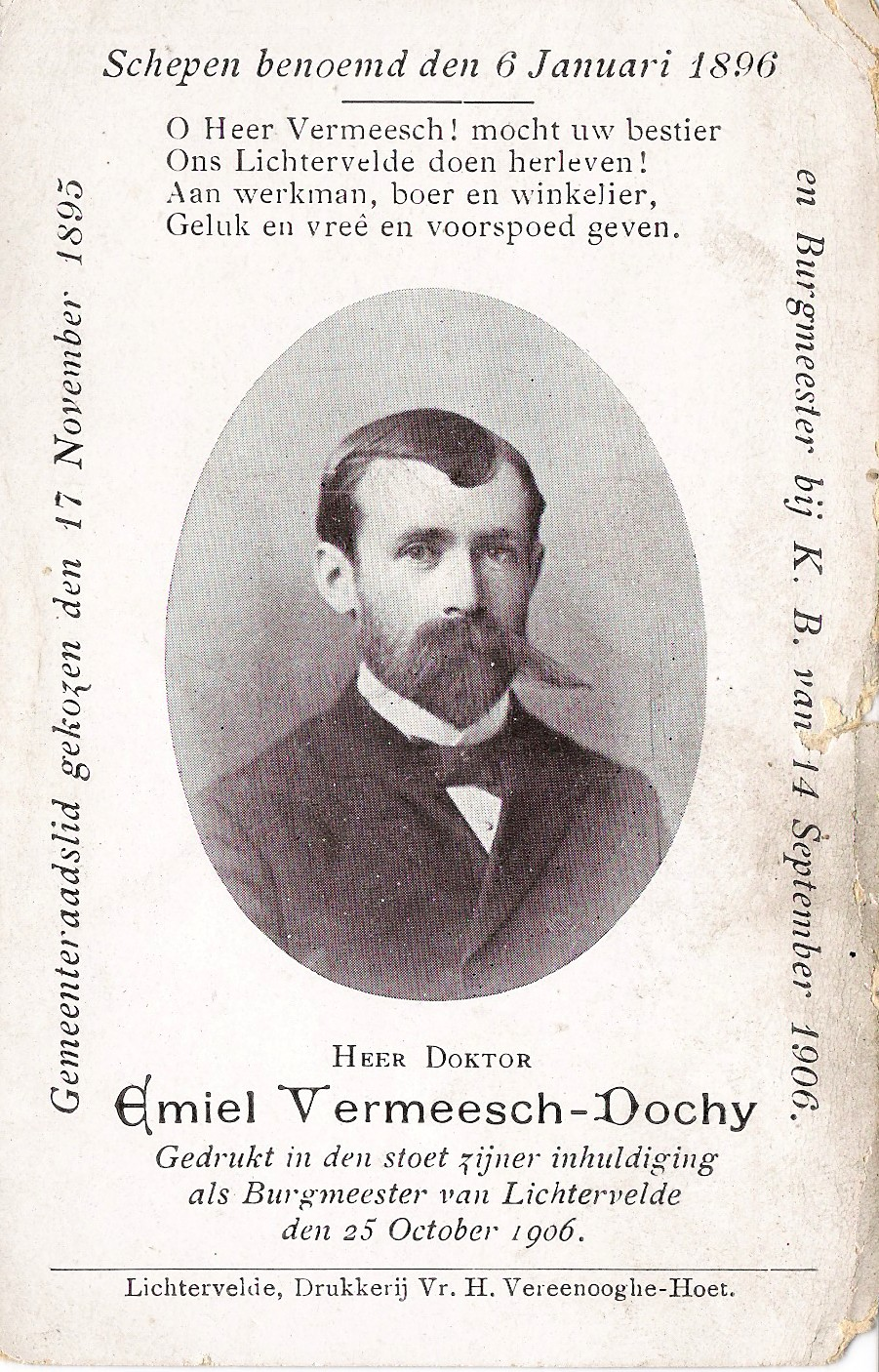
Emiel Vermeesch-Dochy loodst Lichtervelde door de Eerste Wereldoorlog en leidt de wederopbouw.

- zie : Lijst van burgemeesters van Lichtervelde

### Gemeentesecretarissen
- 1819-1830: Charles Vandewalle
- 1830-1834: Jan Joseph Vandeweghe
- 1834-1870: Jan François Wyffels
- 1870-1908: Jules Wyffels
- 1908-1911: Jules Decuypere
- 1911-1935: Xavier Baert
- 1935-1936: Paul Van Biervliet (waarnemend vanuit Gits)
- 1936-1944: Adiel Ramboer
- 1944-1948: Robert Decorte (waarnemend vanuit Handzame)
- 1948-1949: Marcel Alliet (waarnemend)
- 1949-1950: Leon Depoortere (waarnemend)
- 1950-1951: Jozef Depoortere (waarnemend)
- 1951-1953: Robert Baert (waarnemend)
- 1953-1989: Robert Baert
- 1989-heden: Ivan Vandenbussche

### Politiecommissarissen
- 1830-1840: Jan Baptist Devoldere
- 1840-1859: Ivo Logghe
- 1859-1889: Frederic Delafontaine
- 1889-1932: August Wyffels
- 1932-1948: Michel Wyffels
- 1948-1975: Georges Van Hecke
- 1975-1985: Aloïs D'Hoop
- 1985-1999: Noël Craeynest
- 2000-2001: Eddy Vandaele

### Boven-gemeentelijke functies
De hoogste politieke functie die een Lichterveldenaar bekleedde, was die van gedeputeerde van de provincie West-Vlaanderen
- 2000-2006: Gabriël Kindt

De gemeente leverde ook enkele provincieraadsleden, waaronder :
- 1904-1927: Jules Storme (katholieken)
- 1932-1961: René Colpaert (katholieken)
- 1944-1948: Leon Govaere (katholieken)
- 1971-2006: Gabriël Kindt (CVP)
- 1978-1985 en 1987-2006: Walter Boret (PVV, later VLD)
- 2007-2012: Els Kindt (CD&V)

Geen enkele Lichterveldenaar werd lid van het nationaal of federaal parlement. De in Lichtervelde geboren Peter Bossu was even Europees parlementslid in 1999. In februari 2012 werd Els Kindt - als opvolger van Carl Decaluwe - lid van het Vlaams parlement en daarmee het eerste Lichterveldse parlementslid. Voor de termijn 2019-2024 is Ria Pattyn burgemeester (CD&V). Haar partij heeft de meerderheid met 12 op 19 zetels.

### Resultaten gemeenteraadsverkiezingen sinds 1976
| Partij               | Partij                                          | 10-10-1976 | 10-10-1976 | 10-10-1982 | 10-10-1982 | 9-10-1988 | 9-10-1988 | 9-10-1994 | 9-10-1994 | 8-10-2000 | 8-10-2000 | 8-10-2006 | 8-10-2006 | 14-10-2012 | 14-10-2012 | 14-10-2018 | 14-10-2018 | 13-10-2024 | 13-10-2024 |
| Stemmen / Zetels     | Stemmen / Zetels                                | %          | 19         | %          | 19         | %         | 19        | %         | 19        | %         | 19        | %         | 19        | %          | 19         | %          | 19         | %          | 21         |
| -------------------- | ----------------------------------------------- | ---------- | ---------- | ---------- | ---------- | --------- | --------- | --------- | --------- | --------- | --------- | --------- | --------- | ---------- | ---------- | ---------- | ---------- | ---------- | ---------- |
|                      | HELA / SOMMA / DURFB                            | -          |            | 5,3        | 0          | 5,18      | 0         | 11,91A    | 1         | 14,92A    | 2         | 14,26A    | 2         | 15,44A     | 2          | 22,0A      | 4          | 39,9B      | 8          |
|                      | SP / SOMMA / DURFB                              | 10,4       | 1          | 10,33      | 1          | 7,79      | 0         | 11,91A    | 1         | 14,92A    | 2         | 14,26A    | 2         | 15,44A     | 2          | 22,0A      | 4          | 39,9B      | 8          |
|                      | B.gilde1 / Gem.Bel.2 / VLD3 / Open Vld4 / DURFB | 46,091     | 9          | 38,111     | 8          | 29,372    | 6         | 30,82     | 6         | 25,752    | 5         | 22,843    | 4         | 14,564     | 2          | 10,34      | 1          | 39,9B      | 8          |
|                      | N-VA1 / DURFB                                   | -          |            | -          |            | -         |           | -         |           | -         |           | -         |           | 21,85      | 4          | 15,1       | 2          | 39,9B      | 8          |
|                      | CVP1/CD&V2 / Resp&ct 8810-CD&V3                 | 43,511     | 9          | 46,261     | 10         | 57,661    | 13        | 55,721    | 12        | 59,331    | 12        | 62,92     | 13        | 48,152     | 11         | 52,62      | 12         | 60,13      | 13         |
|                      | W.O.W.                                          | -          |            | -          |            | -         |           | 1,57      | 0         | -         |           | -         |           | -          |            | -          |            | -          |            |
| Totaal stemmen       | Totaal stemmen                                  | 5351       | 5351       | 5762       | 5762       | 6057      | 6057      | 6173      | 6173      | 6275      | 6275      | 6407      | 6407      | 6427       | 6427       | 6783       | 6783       | 4937       | 4937       |
| Opkomst %            | Opkomst %                                       |            |            |            |            | 98,17     | 98,17     | 97,21     | 97,21     | 96,76     | 96,76     | 97,42     | 97,42     | 95,90      | 95,90      | 96,3       | 96,3       | 67,3       | 67,3       |
| Blanco en ongeldig % | Blanco en ongeldig %                            | 1,68       | 1,68       | 3,37       | 3,37       | 3,1       | 3,1       | 4         | 4         | 5,26      | 5,26      | 4,54      | 4,54      | 5,09       | 5,09       | 5,3        | 5,3        | 1,8        | 1,8        |

De zetels van de gevormde coalitie staan vetjes afgedrukt. De grootste partij is in kleur.

## Sport
Voetbalclub KFC Lichtervelde is aangesloten bij de KBVB en speelt in de provinciale reeksen. Volleybalteam Lichtervelde is aangesloten bij de kwvbv en speelt in de provinciale reeksen.
In 2004 was Lichtervelde in de Ronde van Vlaanderen het "Dorp van de Ronde".

## Religieus leven

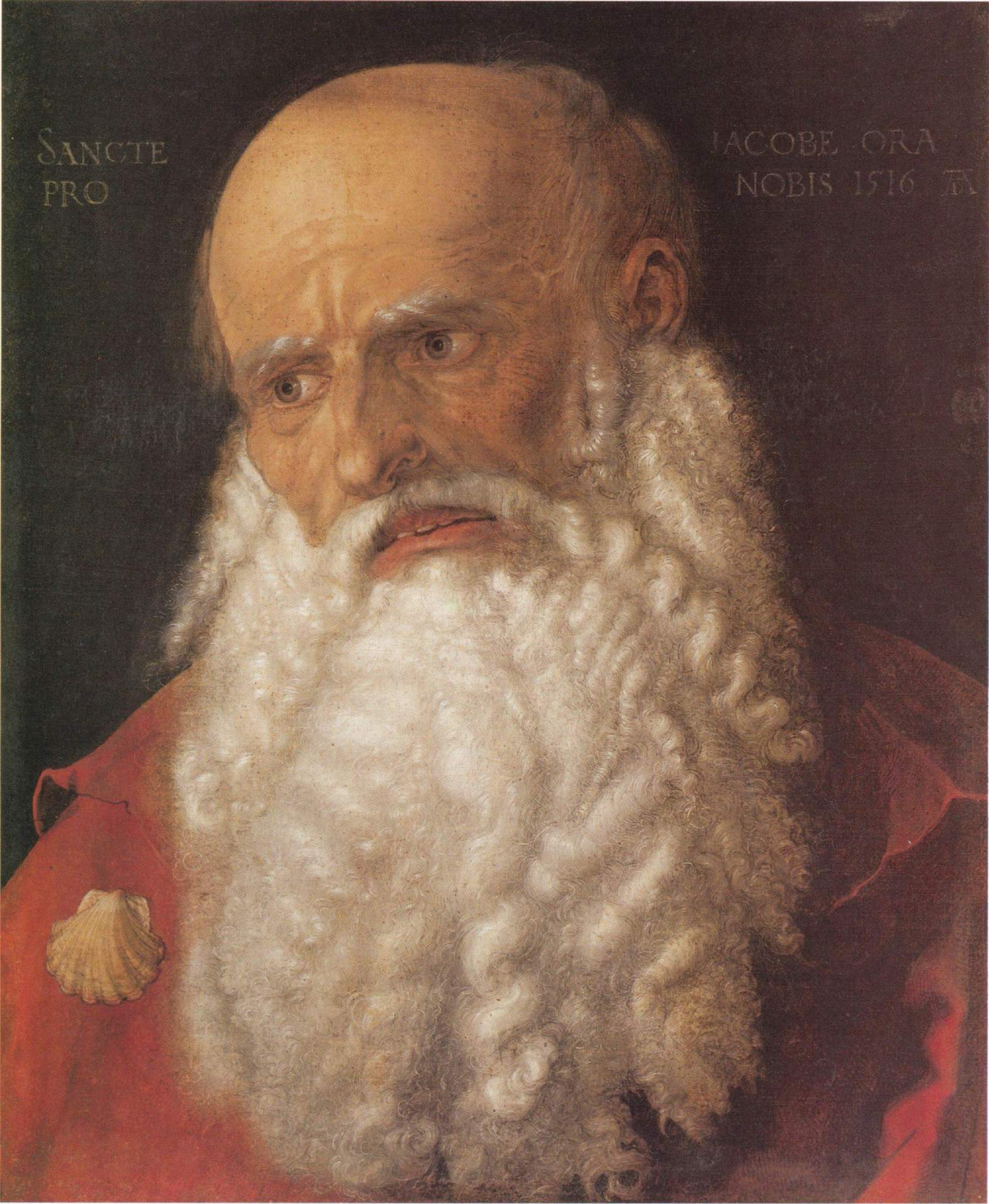
Patroonheilige Jacobus de Meerdere door Albrecht Dürer

De parochie behoorde achtereenvolgens bij het bisdom Doornik, het bisdom Brugge (1561), het bisdom Gent (1801) en het bisdom Brugge (1834). Tegenwoordig is het een van 364 parochies van het bisdom Brugge. Na een tijdlang zelf decanaat te zijn geweest, is het tegenwoordig een van de 15 parochies van het dekenaat Torhout. Alle parochies situeren zich op het grondgebied van Torhout, Koekelare, Kortemark en Lichtervelde.

### Kerk
De eerste kerk was vermoedelijk een houten bidplaats, gesticht door de heren van Lichtervelde. De patroonheiligen zijn Margaretha (ook: Sint-Margriet) en Jacobus. Jacobus de Meerdere met de sint-jakobsschelp als symbool illustreert dat Lichtervelde een doorgangsweg is voor de middeleeuwse pelgrims naar Santiago de Compostella. In 1197 deed de heer van Lichtervelde afstand van het altaarrecht ten voordele van de Sint-Bertinusabdij in Sint-Omaars. De parochie werd geattesteerd in 1207 en in 1275 schonk Rogier van Lichtervelde het patronaat van de kerk aan de abt van Sint-Bertinus. Tijdens de tweede beeldenstorm in 1584 werd de kerk, uitgezonderd de Romaanse toren, verwoest. De heropbouw van omstreeks 1620 kreeg later in de eeuw een versteviging tot een vesting met palissaden, uit voorzorg voor de Frans-Spaanse oorlogen die de streek teisterden tussen 1668 en de vrede van Utrecht in 1713. In 1695 plunderden de troepen van Lodewijk XIV de kerk en in 1708 waren er beschadigingen door de Engelsen onder leiding van de Hertog van Marlborough. Na 1713 kwamen de Zuidelijke Nederlanden onder Oostenrijks bewind en volgde een periode van relatieve rust, economische en demografische bloei door een verbeterde landbouw en het gebruik van de aardappel. De bevolkingsgroei maakte in 1838 een westelijke uitbreiding noodzakelijk. De kerk bleef echter te klein en tussen 1876 en 1879 werd ze afgebroken om plaats te maken voor de huidige neogotische kerk, gebouwd tussen 1878 en 1880, ontworpen door de architect P.N. Croquison uit Kortrijk. Na de vernietiging in 1918 werd de kerk heropgebouwd in de vroege jaren van het interbellum.

### Kapellen

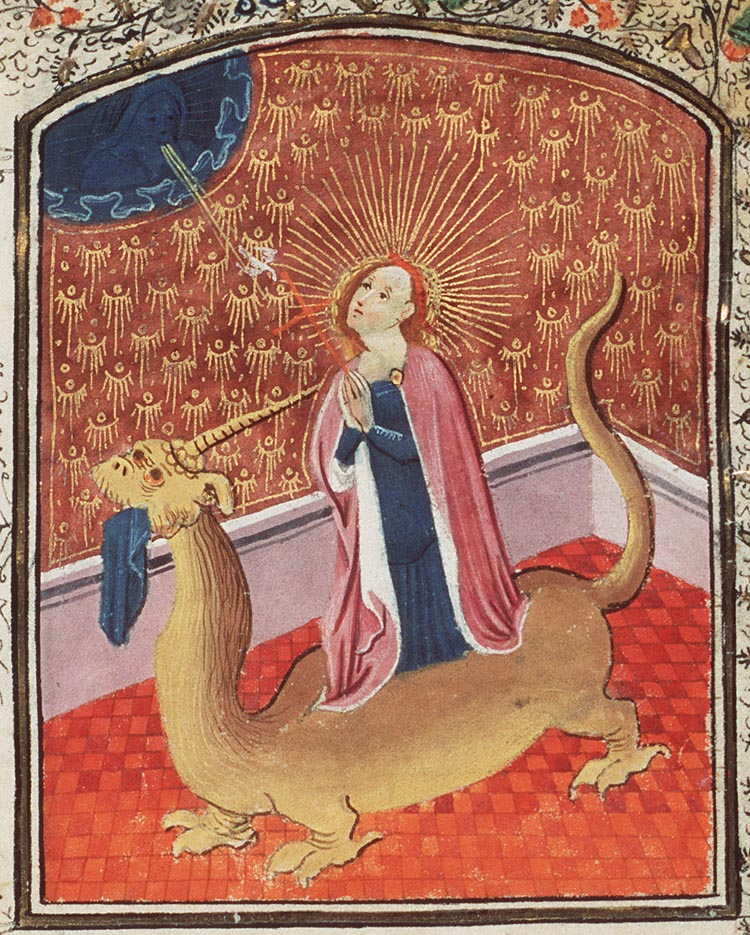
Margaretha van Antiochië

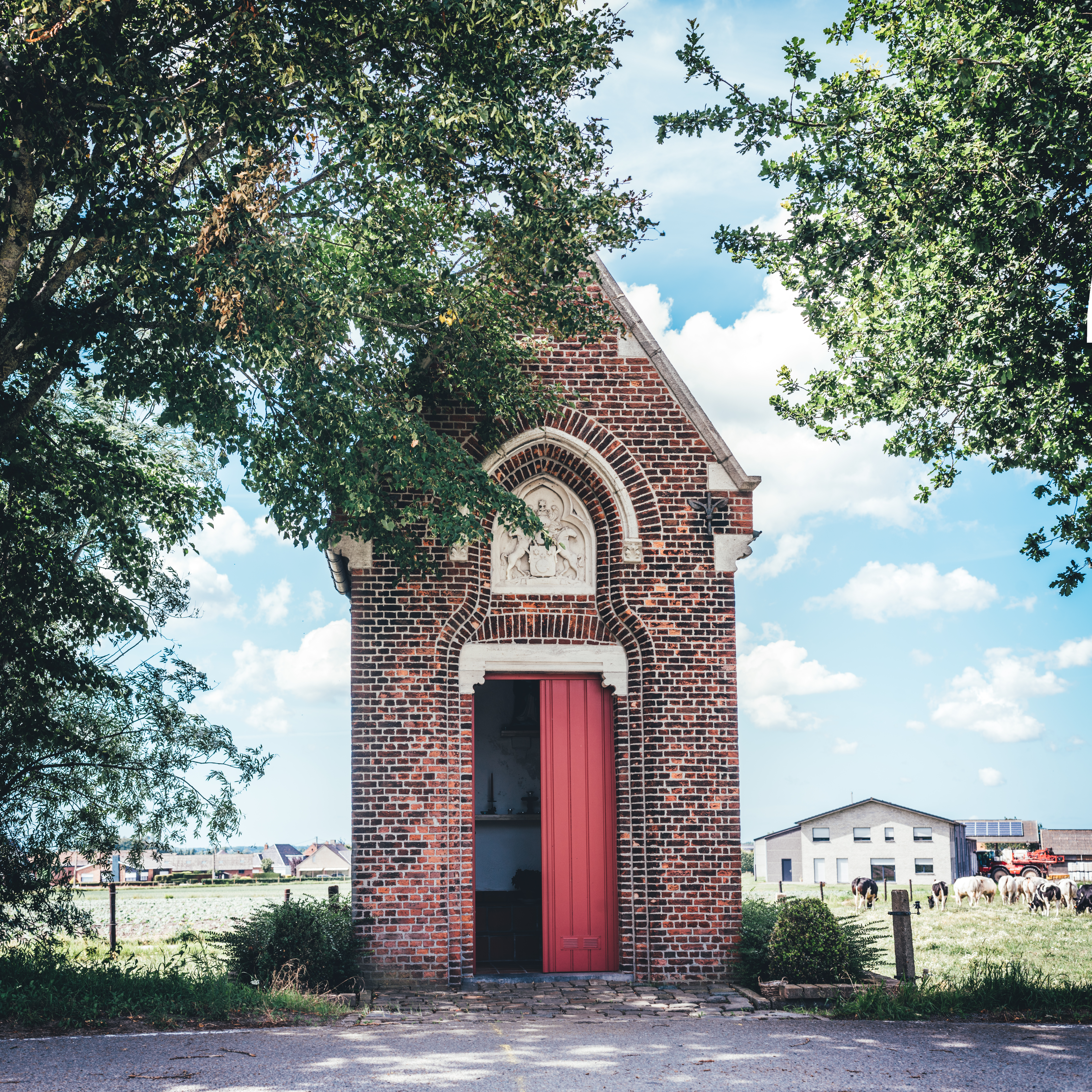
Kasteelkapel in Lichtervelde. De‘Kasteelkapel’ bevindt zich in de Zwevezelestraat. Deze neogotische kapel dateert uit 1879 en ontleent zijn naam aan het voormalige kasteel van de heren van Lichtervelde.

Lichtervelde heeft veel kapellen. Toen de Franse theoloog R. Pannet het begrip "volkskatholicisme" lanceerde, resulteerde dat halfweg jaren zeventig in een hernieuwde volksverering van de heilige Margaretha en het inventariseren van Mariakapellen en gevelkapelletjes. De inventaris werd digitaal ontsloten door de Lichterveldenaar Karel Vangheluwe.

### Pastoors en dekens sinds 1900
- 1900-1920: Johannes Desmet
- 1920-1939: Richard Spilliaert
- 1939-1959: Paul de Beir
- 1959-1973: Antoon De Meijer
- 1973-1987: Willy Leroy
- 1987-1998: Johan Goemaere
- 1998-2002: Jos Gheysens
- 2002-2012: Etienne Vandaele
- 2012-2020: Marc Vantyghem
- 2020-....: Luc De Graeve

## Bekende personen

### Lijst
Sommige bekende personen zijn geboren in Lichtervelde, anderen zijn er gestorven en nog anderen vonden er hun werkstek. Zie: Lijst van Lichterveldenaren.

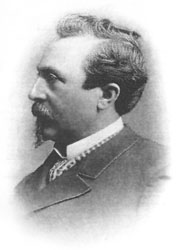
Karel Van de Poele

### Persprijswinnaars
De perskring reikt jaarlijks een bronzen accordeon uit aan een (oud-)Lichterveldenaar die het dorp verdienstelijk en buiten zijn grenzen op de kaart zet.
- 1996: Modest Maertens, schrijver en historicus
- 1997: Joke Vandewalle, mediafiguur
- 1998: Agnes Debaillie
- 1999: Gemeentelijke milieudienst
- 2000: Koninklijke wielrijdersbond Flandria
- 2001: Marjolein Pottie, kunstenares
- 2002: Gabriël Kindt & Gilbert Huyghe, politici
- 2003: Koninklijke harmonie De Burgersgilde & Koninklijke fanfare St.-Cecilia De Zwaan
- 2004: Gilbert Desmet I, wielrenner
- 2005: Brandweerkorps
- 2006: Klik, kunst voor Lichterveldse kinderen
- 2007: Roger Vanwalleghem (...)
- 2008: Jongensscouts Karel Van de Poele, jeugdbeweging
- 2009: Chiro jongens en meisjes, jeugdbeweging
- 2010: Conny Vandendriessche, manager
- 2011: Dirk Vandewalle, professor Dartmouth College en Libië-expert voor de V.N.
- 2012: Boxing club Lichtervelde & Delfine Persoon
- 2013: Cinema De Keizer vzw
- 2014: Ron Deblaere, kunstenaar en beeldhouwer
- 2015: Gido Van Imschoot, wijnkenner
- 2016: Dries Herpoelaert, directeur Antwerpse zoo
- 2017: Benedict Wydooghe, historicus en theatermaker
- 2018: (...)
- 2019: (...)
- 2020: Café Wolf, Henk Boucquez en Tanja Maeseele
- 2021: Woonzorgcentrum 't Hof, Koen Ramboer & Els Denolf
- 2022: Joran Wyseure
- 2023: Hans Cools

## Partnerschappen
- Communauté de communes de la région d'Audruicq, Frankrijk (sinds 2008)